# Czali Chamaz
Czali Chamaz – wieś w Iranie, w ostanie Azerbejdżan Zachodni, w szahrestanie Mijandoab. W 2006 roku liczyła 1501 mieszkańców.